# Malthinus reflexus
Malthinus reflexus es una especie de coleóptero de la familia Cantharidae.

## Distribución geográfica
Habita en Calabria (Italia).